# Musique norvégienne
 (février 2025).
La musique norvégienne est intimement liée à celle des autres pays scandinaves, et notamment celle du Danemark qui dirigea le pays de 1380 à 1700, empêchant tout développement national propre, par les échanges entre Cours royales, puis avec celle de Suède, qui est uni au pays de 1814 à 1905, et qui vit un déplacement fréquent de la Cour et de ses fastes, en Norvège, amorçant une vie musicale locale.
C'est donc dans les zones rurales et dans le folklore qu'il faut voir la source de la musique en Norvège puisque tous les compositeurs en intègrent des éléments dans leurs œuvres.

## Musique traditionnelle

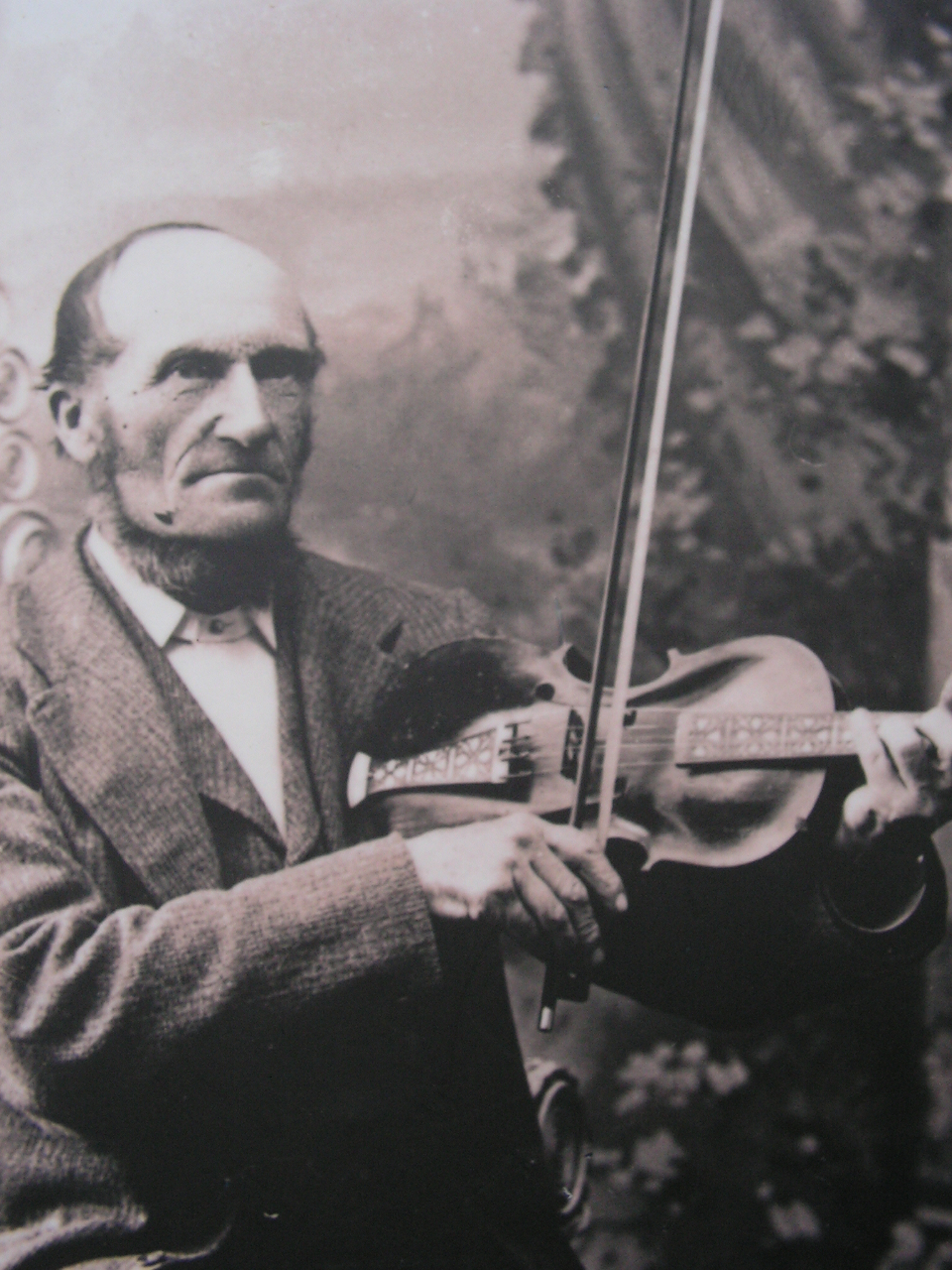
Joueur de hardanger, Knut Dale (1834-1921).

La musique folklorique (folkeviserà peut être scindée en deux types, selon qu'elle provient des Norvégiens de souche germanique ou des autochtones Samis : le kveding et la musique samie.
La musique vocale norvégienne inclut le kveding, qui comprend des ballades, des chants courts improvisés en quatrains stev (anciennement gammelstev), des chants à danser slåttestev, des chants de travail, des hymnes, des berceuses et skillingsvise. Chanté a cappella, on parle[style à revoir] par exemple de trollviser (« chant de troll »), de kjempeviser (« chant de géant ») ou encore de draumkvedet (« rêve profane »).
La musique samie (des Samis ou Lapons) tourne autour de styles vocaux appelés joik et qui consistent en « portraits musicaux », car ce chant a une fonction sociale. Souvent a cappella, il décrit de manière expressive et musicale (plutôt qu'avec des mots), les traits caractéristiques d'une personne, d'un évènement ou d'un lieu digne de souvenir.
La tradition de musique à danser slåtter est similaire aux pays voisins, avec accompagnement de vièles hardanger (ou hardingfele) et setesdals-fele. Parmi les danses de couple rurales (bygdedans) on recense[style à revoir] pols, springleik, rull (ou vossarull), gangar (ou opplandsgangar et bonde) et springar, qui étaient liées aux fêtes calendaires. La danse halling est réservée aux hommes car acrobatique.
Au cours du XIXe siècle, cette musique paysanne (slått) devient l'occasion de compétitions et est développée par les apports de musiciens émigrés un temps aux États-Unis, notamment Lars Fykerud qui organise des concerts pour les citadins. De nouvelles[Quand ?] danses (fandango, reinlander, waltz, polka, pols (ou polskdans) et mazurka) sont aussi importées d'Europe à cette époque, sans doute par des Roms (Tatters), notamment Karl Fant ; ces nouvelles formes s'appellent runddans (« ronde » ou gammeldans (« vieille danse »).
Parmi les chanteuses traditionnelles, on peut citer[style à revoir] Agnes Buen Garnås.

## Musique classique

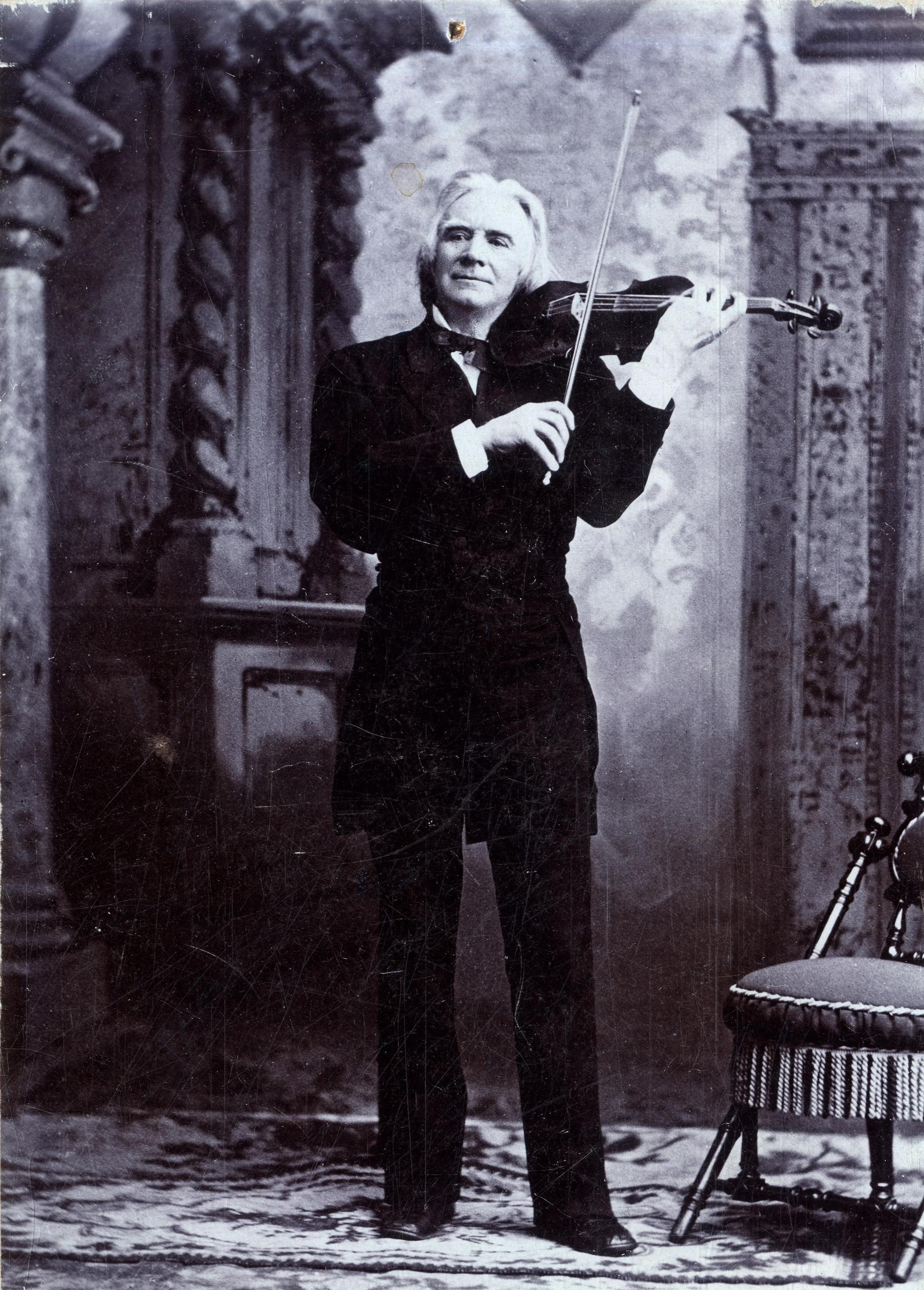
Ole Bull.

Ce n'est qu'au XVIIIe siècle que des compositeurs classiques font leur apparition en Norvège, sous l'influence amicale des compositeurs suédois séjournant à la Cour de Christiania (Oslo). Le pays adhère vite au romantisme, et grâce au talent du violoniste virtuose Ole Bull (1810–1880), connu comme le Paganini nordique, conquiert la scène internationale. Bull est influencé par les vièlistes traditionnels de Hardanger (Myllarguten entre autres) et inclut dans sa musique des éléments traditionnels, avant de jouer lui aussi du Hardanger, présentant pour la première fois des pièces folkloriques ou des musiciens ruraux au public classique. Ceci inspirera Edvard Grieg.
Par ailleurs, des musiciens étrangers commencent à s'établir en Norvège, alors que dans le même temps quelques Norvégiennes s'adonnent aussi à la composition. Cette intensification de l'activité musicale amorce l'âge d'or de la musique norvégienne sous les auspices de Halfdan Kjerulf et de Ludvig Mathias Lindeman (un ethnomusicologue avant l'heure). Les plus grands compositeurs en sont Johan Svendsen et Edvard Grieg, intégrant tous deux des éléments folkloriques au genre classique. Christian Sinding et Johan Halvorsen suivent leurs traces.
À la suite de la séparation d'avec la Suède en 1905, le nationalisme se développe encore guidé par David Monrad Johansen, Geirr Tveitt, Bjarne Brustad, Ludvig Irgens-Jensen, Harald Sæverud, Klaus Egge et Eivind Groven. Ce n'est qu'à partir des années 1930 que quelques compositeurs tels Pauline Hall et Fartein Valen soent influencés par les styles étrangers.
Après guerre, la musique s'éloigne de ses influences nordiques ou germaniques et se tourne vers les styles américain, britannique ou français, notamment chez Johan Kvandal, Knut Nystedt, Edvard Hagerup Bull et Egil Hovland. Le néo-classicisme et le sérialisme apparaissent avec Finn Mortensen, et l'électroacoustique avec Arne Nordheim. D'autres compositeurs se tournent plutôt vers le passé tels que Kåre Kolberg, Alfred Janson et Ragnar Søderlind. D'autres enfin, la tendance la plus récente[Quand ?], intégrent les styles de la musique populaire (jazz, pop et rock), ainsi de Olav Anton Thommessen, Per Christian Jacobsen, Magne Hegdal, Åse Hedstrøm, Asbjørn Schaatun, Tor Halmrast, Glenn Erik Haugland, Nils Henrik Asheim, Cecille Ore, Ketil Hvoslef et Lasse Thoresen.

## Musique populaire

### Country et folk
La scène country-folk est dominée par le groupe Hellbillies qui chante en dialecte Hallingdal. On note aussi Heidi Hauge, Bjøro Håland, Salhuskvintetten et Vinskvetten. Gåte, Lumsk et Odd Nordstoga popularisent ce style en le métissant avec le metal. La chanteuse Mari Boine s'inspire des joiks sami. La vièliste Annbjørg Lien produit aussi une musique folk rock.

### Jazz

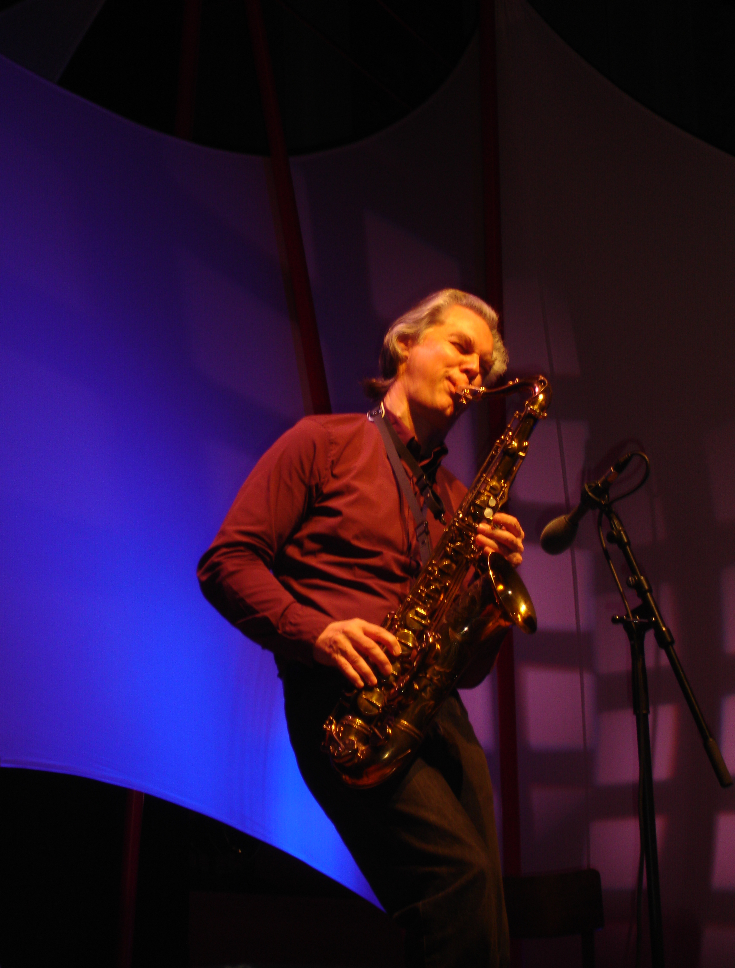
Jan Garbarek, musicien de jazz du label ECM.

Grâce aux efforts de Don Cherry (américain mais installé à Stockholm) et Jan Garbarek, la Norvège est pionnière dans le mélange entre musiques du monde et le jazz. De nombreux musiciens de stature internationale sont présents en Norvège, tels Jon Christensen, Terje Rypdal, Arild Andersen. Parmi la jeune génération, Øystein Sevåg, Trygve Seim, Terje Isungset, Christian Wallumrød, Per Jørgensen, Jon Balke, Tore Brunborg, Jarle Vespestad, Frode Haltli, Frode Berg, Helge Lien, Bjørn Kjellemyr, Ketil Bjørnstad, Geir Lysne, Arve Henriksen, Tord Gustavsen, Mathias Eick Odd-Arne Jacobsen, Håvard Wiik, Mats Eilertsen, Rune Arnesen (no), Eivind Opsvik ou Lage Lund assurent un renouveau acoustique, tandis que Nils Petter Molvær, Eivind Aarset, Bugge Wesseltoft, Supersilent ou Jaga Jazzist et Wibutee expérimentent le mélange avec la musique électronique. Paal Nilssen-Love et Ingebrigt Håker Flaten sont actifs dans le free jazz.
Sidsel Endresen et Sinikka Langeland jouent une musique inspirée par la tradition. Le jazz vocal, quant à lui, trouve ses représentants parmi Solveig Slettahjell, Silje Nergaard et Sissel Kyrkjebø

### Pop et rock
La pop est représentée par le groupe a-ha ainsi que par Furia Norway, Bertine Zetlitz, M2M, Marit Larsen, Alexander Rybak, etc. La chanteuse Sissel Kyrkjebø conquiert aussi le marché international.
La scène rock norvégienne comprend les groupes Turbonegro, Gluecifer, Bigbang, Madrugada, Kaizers Orchestra, DumDum Boys, CC Cowboys, Seigmen et Kakkmaddafakka.

### Autres
La Norvège a quelques styles propres et des artistes de renom international, toujours friands de métissages. Ainsi le guitariste de blues Knut Reiersrud s'inspire de l'accord du langeleik. Bjørn Berge, un autre guitariste de blues crée la « delta-funk », confluence du blues du delta et du funk.
La musique électronique et le RnB sont représentés par Noora Elweya Qadry, Winta, Mira Craig et Röyksopp. Parmi les groupes de hip-hop, la Norvège compte entre autres Madcon.
Rolf Lislevand joue de la musique baroque inspirée de celle de la renaissance.
Un musicien d'origine tanzanienne Ras Nas (Nasibu Mwanukuzi) est connu pour ses reggae et soukous.
La Norvège est aussi connue pour ses groupes de heavy metal dans les années 1980, comme TNT avec le guitariste hero Ronni Le Tekrø. La scène metal bénéficie d'un apport national (black metal norvégien) avec notamment Taake, Darkthrone, Mayhem, Burzum, Immortal, et Emperor.

## Instruments traditionnels
Les instruments à vent comprennent : bukkehorn (corne de bouc), tussefløyte (une variante de flûte à bec), sjøfløyte (variante de flûte à bec), lur, meråkerklarinett (clarinette de Meråker), seljefløyte (flûte en saule marsault), et tungehorn (clarinette des bergers fabriquée dans une corne percée de 5 à 7 trous). Les instruments à cordes comprennent : hardingfele, flatfele (tyskerfele), siter (harpeleik), langeleik, et munnharpe (guimbarde).

### Sources
- (en) Cronshaw, Andrew, Fjords and Fiddles, in World Music, Vol. 1: Africa, Europe and the Middle East, Broughton, Simon and Ellingham, Mark with McConnachie, James and Duane, Orla (Ed.), Rough Guides Ltd, Penguin Books, 2000.  (ISBN 1-85828-636-0).
- La musique folklorique norvégienne sur norvege.no (web.archive.org).
- Articles sur la pop norvégienne sur taxkalduha.com (web.archive.org).